# Primal Fear (album)
Albums de Primal Fear
Jaws of Death
(1999)
Primal Fear est le premier album studio du groupe de heavy metal allemand Primal Fear. Il est sorti en 1998.

## Liste des chansons de l'album
1. Primal Fear - 0:34
2. Chainbreaker - 4:25
3. Silver & Gold - 3:11
4. Promised Land - 4:23
5. Formula One - 4:56
6. Dollars - 3:57
7. Nine Lives - 3:06
8. Tears of Rage - 6:47
9. Speedking - 3:59
10. Battalions of Hate - 3:49
11. Running in the Dust - 4:37
12. Thunderdome - 3:45

## Composition du groupe
- Ralf Schepeers : chant
- Mat Sinner : chant et basse
- Tom Naumann : guitare
- Klaus Sperling : batterie